# Yaşar Doğu
Yaşar Doğu (Samsun, 1913 – Ankara, 8 gennaio 1961) è stato un lottatore turco, specializzato sia nella lotta libera che nella lotta greco-romana.

## Palmarès

### Olimpiadi
- Oro a Londra 1948 nella lotta libera, pesi welter.

### Mondiali
- Oro a Helsinki 1951 nella lotta libera, pesi mediomassimi.

### Europei
- Oro a Stoccolma 1946 nella lotta libera, pesi welter.
- Oro a Istanbul 1949 nella lotta libera, pesi medi.
- Oro a Praga 1947 nella lotta greco-romana, pesi leggeri.
- Argento a Oslo 1939 nella lotta greco-romana, pesi leggeri.

### Balcanici
- Oro a Istanbul 1940 nella lotta greco-romana, pesi leggeri.